# Valeriana prionophylla
Valeriana prionophylla là một loài thực vật có hoa trong họ Kim ngân. Loài này được Standl. miêu tả khoa học đầu tiên năm 1938.

## Hình ảnh

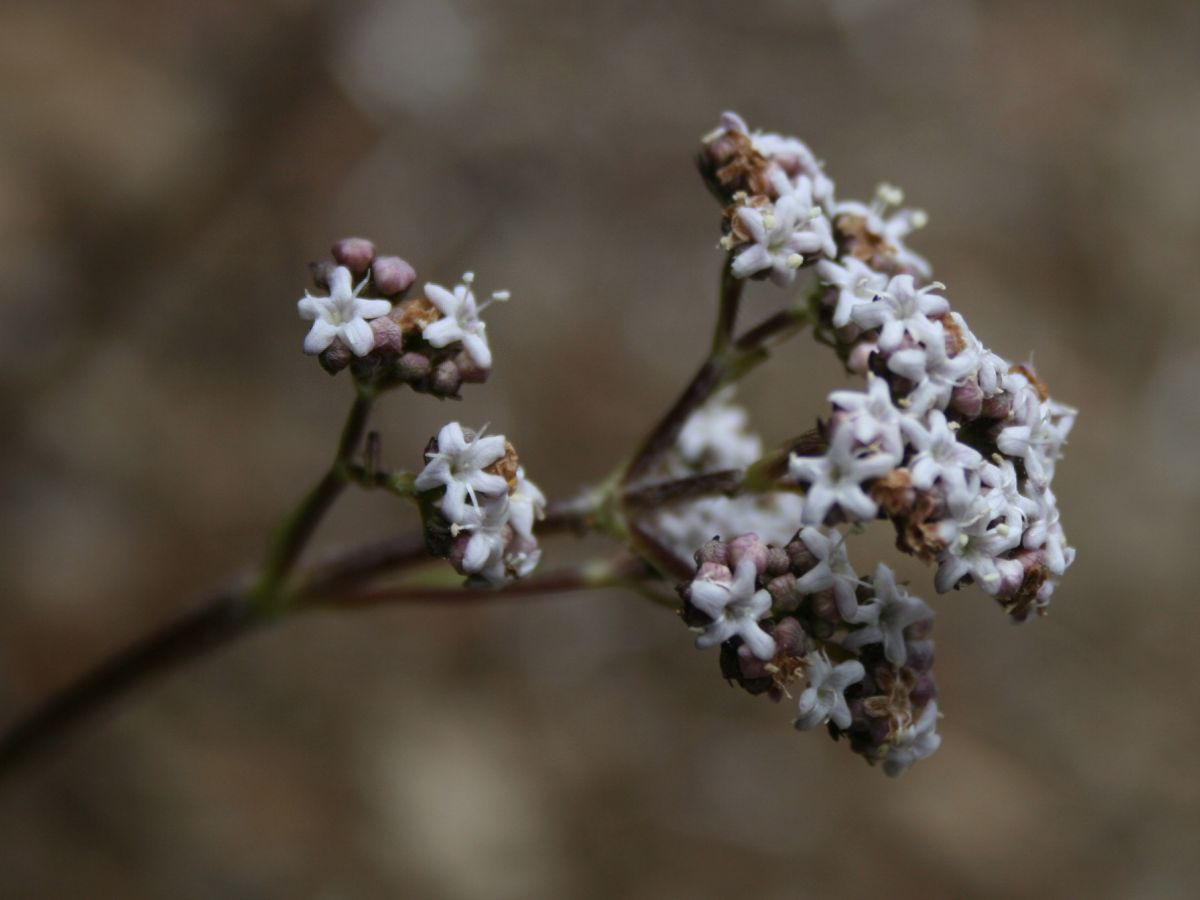